# Verbascum zuccarinii
Verbascum zuccarinii är en flenörtsväxtart som först beskrevs av Pierre Edmond Boissier, och fick sitt nu gällande namn av I. K. Ferguson. Verbascum zuccarinii ingår i släktet kungsljus, och familjen flenörtsväxter. Inga underarter finns listade i Catalogue of Life.